# Estádio da Baixada (Ibirama)
Estádio Hermann Aichinger, cunoscut mai mult ca Estádio da Baixada, este un stadion multifuncțional din Ibirama, Santa Catarina, Brazilia. El este utilizat în special pentru meciuri de fotbal și este stadionul de casă al clubului Clube Atlético Hermann Aichinger. Stadionul are o capacitate maximă de 6.000 de locuri.